# 35 kilomètres marche masculin aux championnats du monde d'athlétisme 2023
Pour des articles plus généraux, voir Championnats du monde d'athlétisme 2023 et Marche aux championnats du monde d'athlétisme.
Navigation
Eugene 2022 Tokyo 2025
L'épreuve du 35 kilomètres marche masculin des championnats du monde de 2023 se déroule le 24 août 2023 dans les rues de Budapest, en Hongrie.

## Qualification
La période de qualification est comprise entre le 1er décembre 2021 et le 30 mai 2023. Le minima de qualification est fixé à 2 h 29 min 40 s.

## Résultats
| Rang               | Athlète            | Pays      | Temps           | Notes |
| ------------------ | ------------------ | --------- | --------------- | ----- |
| Médaille d'or      | Álvaro Martín      | Espagne   | 2 h 24 min 30 s | NR    |
| Médaille d'argent  | Brian Pintado      | Équateur  | 2 h 24 min 34 s | AR    |
| Médaille de bronze | Masatora Kawano    | Japon     | 2 h 25 min 12 s | SB    |
| 4                  | Evan Dunfee        | Canada    | 2 h 25 min 28 s | SB    |
| 5                  | Christopher Linke  | Allemagne | 2 h 25 min 35 s | NR    |
| 6                  | Tomohiro Noda (en) | Japon     | 2 h 25 min 50 s |       |
| 7                  | Massimo Stano      | Italie    | 2 h 25 min 59 s | SB    |
| 8                  | Perseus Karlström  | Suède     | 2 h 27 min 03 s | NR    |

## Légende
Records et Performances
- AR : Record continental (area record)
- CR : Record des championnats (championship record)
- MR : Record du meeting (meet record)
- NR : Record national (national record)
- OR : Record olympique (olympic record)
- PR : Record paralympique (paralympic record)
- PB : Record personnel (personal best)
- SB : Meilleure performance personnelle de la saison (season's best)
- WL : Meilleure performance mondiale de l'année (world leader)
- WJR : Record du monde junior (world junior record)
- WR : Record du monde (world record)

Circonstances et Conditions
- DNF : N'a pas terminé (did not finish)
- DNS : N'a pas pris le départ (did not start)
- DQ : Disqualification (disqualification)
- NM : Aucun essai valable enregistré (No Mark)
- Q : Qualifié « directement » au prochain tour (ou à la prochaine compétition), lors d'une compétition majeure, grâce au classement ou à la réalisation des minima (automatic qualifier)
- q : Qualifié au prochain tour (ou à la prochaine compétition), lors d'une compétition majeure, grâce au repêchage ou à la réalisation de l'une des meilleures performances parmi celles des « non qualifiés directement » (grâce au meilleur temps ou à la meilleure distance par exemple) (secondary qualifier)